# スピンフィーバー 第2章 夢水晶と魔法のメロディー
『SPINFEVER 第2章 夢水晶と魔法のメロディー』（スピンフィーバー だい2しょう ゆめすいしょうとまほうのメロディー）とは、2009年より稼動を開始した、プッシャーゲームである中型メダルゲーム機。発売元はコナミデジタルエンタテインメント。フィーバーシリーズ第5弾のマシンであるスピンフィーバーの二作目。

## 概要
前作同様、筐体1台につき計4つのステーションが設けられており、大きさとしては、サイクロンフィーバーをはじめとするフィーバーシリーズの筐体とあまり変わらない。横型液晶スロットや、筐体中央で行われるピンボールをテーマとした物理抽選など、前作からの要素が数多く引き継がれている。コナミのメダルゲーム機としてはGI-HORSEPARK EX、エターナルナイツに続いて3機種目となるe-AMUSEMENT PASS（2代目まで）の利用できるマシンでもある。
本作の筐体は2種類発売されており、液晶スロットの絵柄にてリュートが主人公の筐体にはタイトルプレートやボールの色は青を基調としたカラーリング、ヴィオラが主人公の筐体には赤を基調としたカラーリングとなっている。なお2種類筐体が発売されていてもリュートとヴィオラの二人は、リーチやジャックポットの演出において両者の筐体にて必ず登場する。
前作同様、2016年4月発売の3代目e-AMUSEMENT PASSは使用できない。

## 基本ルール
他のプッシャー機と同じように、投入口からフィールドにメダルを投入し、プッシャーを用いてメダルを落としていく。投入口はメダルホッパーよりやや高めの位置にあり、くぼんでいる部分にメダルを溜めるとまとめて投入できる。
プッシャーフィールド下段のメダルの払い出し口が傾斜となっており、スタートチェッカー（スロット回転のための丸い穴）がある。ここにメダルが入ると、液晶画面上のスロットが回転する。最大8回転まで保留可能で、画面左にストックが表示される。保留が一杯になった状態からさらにチェッカーにメダルが入ると、保留に数字が付き、スロット当選時のメダル枚数がアップする（通常15枚→「2」30枚→「3」50枚。GRAND CROSSと同様のシステム）。なお、チェッカーに入ったメダルもプレイヤーに払い出される。
プッシャーフィールド上部の落下部分には「チャンスチェッカー」という2つのチェッカーがあり、通常時メダルを通してランプを消すことで、スタートチェッカーの両側にあるフリッパーが動き、スタートチェッカーにメダルが入りやすくなる。片方のランプを消すと、ランプを消した側のフリッパーが動き、さらにもう片方のランプを消すことで両方のフリッパーが動く。確変モード中はフリッパーは常時作動しスタートチェッカーに更に入りやすくなる。

### スロットの当選役
222 / 444 / 666 / 888メダル払い出し（15～50枚）、通常モードへ（確変モード終了）。
111 / 333 / 555 / 999メダル払い出し（15～50枚）、確変モードへ（既に確変モードの場合は継続）。スロットが2ラインになり当たりやすくなるほか、常時フリッパーのサポートを受けられる。
DDD直接FEVER GAMEに突入。
777SUPER FEVER GAMEに突入。
BALLフィールド中央にボールが払い出される。
SSS20回DDDか777が高確率で当たりやすいモードになる。いずれかの役が揃うか20回回しきるとモードは終了する。「MEDAL」のカードが当たると小払い（3～50WIN）もある。

## フィーバーステップ
フィールドから1つボールを落とすことで、画面下に表示されている「フィーバーステップ」が1つ上がる。3ステップまで進むことで、「FEVER GAME」に突入する（同社のメダルゲームであるファンタジックフィーバーを引き継ぐ形のシステムである）。

### ステップアップボーナス
フィーバーステップの1ステップ目及び2ステップ目のボールを落とした際は、「ステップアップボーナス」としてルーレット抽選が行われ、その結果によりボーナスを得ることができる。なお時々主人公がルーレットを逆回しにすることがあり、その時は30WIN・FEVER ITEM・DIRECT・777のいずれかが確定する。また、このアイテムはFEVER GAME突入時にコビットが箱からそれらのアイテムをドロップしてくれることがある。ただし、たまに「スカ」が出て無意味になることもある。
- WIN - メダル払い出し。5枚・10枚・15枚・30枚の4種類。
- BALL - ボール払い出し。
- FEVER ITEM - FEVERITEM獲得。（後述）
- DIRECT - 直接FEVER GAMEに突入。
- 777 - 直接SUPER FEVER GAMEに突入。

## FEVER GAME
FEVER GAMEは、大量メダルの獲得チャンスとなる継続型のボーナスゲーム。このゲームに突入すると、マシン中央に設置されたピンボールを思わせるようなフィールドに、直径3センチほどの鉄球が1球発射される（発射箇所は2箇所）。フィールドは1台に1つしかないため、他のステーションが挑戦している場合は終了するまで保留される。
フィールド上には4つのバンパー（柱）があり、当たると一回につき2枚のメダル（工場出荷時・1～3枚まで設定可能）が筐体中央の払い出し口から払い出される。フィールドの中央には円盤が設置されており、ゲーム中は円盤が回転し、中央に寄って来たボールを遠心力で吹き飛ばす。この円盤は初代とは違う新しい物に変更された
フィールドの側面2箇所にはアウトゾーンがあり、ここにボールが入るとアウトとなりFEVER GAMEは終了となるが、アウトゾーンの入口には4個ずつ・計8個の「アウトブロック」というブロッカーがあり、アウトを防いでくれる。FEVER GAME開始直後は一定時間ブロッカーが青く点滅し、ボールが当たってもブロッカーが外れない無敵状態になるが、点滅終了後は一度ボールが強く当たるとブロッカーが外れる（横方向などに軽く触れただけでは外れない）。ボールがアウトゾーンに入る前に8つ全てのブロッカーが外れると、その時点で全てのブロッカーが復活すると同時に再び一定時間の無敵時間が与えられ、大逆転のチャンスとなる。
なおFEVER GAME終了後は、ボールが1つ払い出される。

### LUCKY FEVER GAME
FEVERITEMを獲得した上でFEVER GAMEへ突入すると、LUCKY FEVER GAMEとなる。
FEVERITEMは前述のステップアップボーナスのほかに、3球目のボールが落ちた後に獲得することもまれにある。「RED/BLUE ＋300WIN」以外のアイテムを持っていると、かなりの確率で100WINを超えるため期待度が大きい。
FEVERITEM一覧
- 2ball - FEVER GAMEのボールが2つになる。
- Hit＋1 - バンパーヒットで払い出されるメダルが1Hitにつき1枚増加。通常設定の場合、34回のバンパーヒットで100WIN超えとなる。
- NOOUT＋10sec - OUT BLOCKの無敵時間が10秒増える。初回の一回のみ有効。
- RED/BLUE POCKETOPEN - 最初から各JACKPOT CHANCEへのゲートがオープンする。なおJACKPOT CHANCEのフィーチャーで100WINを超えると、反対側のポケットもオープンする。
- RED/BLUE ＋300WIN - 各JACKPOT獲得時の配当が300枚増える。他のアイテムと違ってゲーム自体が有利になるものではなく、「はずれアイテム」といっても過言ではない。

なお一度に使えるアイテムは最大2個までで、3個持っている場合は一番新しいアイテムが次回のFEVER GAMEに持ち越される。またSUPER FEVER GAMEでは使用出来ない。

### JACKPOT CHANCE
FEVER GAMEの払い出しが100枚以上になると、全体の照明が落ち、ジャックポットチャンスポケットが開放される。ポケットは「RED」「BLUE」の2ヶ所あり、それぞれ「RED JACKPOT」「BLUE JACKPOT」の獲得チャンスとなる。
RED JACKPOTの枚数は各ステーションのメダルの投入に応じて増加（1枚の投入につき0.02枚分増加）し、BLUE JACKPOTの枚数はFEVER GAMEでボールがバンパーに当たるたびに増加する。また誰かがJACKPOTを獲得した直後など蓄積枚数が少ない場合は、JACKPOT SERVICEが発動して一気に枚数が増加する場合もある。
ボールがチャンスポケットに入ると、ジャックポットの抽選クルーンにボールが運ばれる。クルーンには5つの穴があり、入った穴に対応するボーナスを獲得することができる。ボーナス終了後ボールは中央のフィールドに戻り、アウトになるまでFEVER GAMEは継続される。
- 50WIN - メダル50枚払い出し。
- 100WIN - メダル100枚払い出し。
- 200WIN - メダル200枚払い出し。
- OUTBLOCK RECOVER - 中央のフィールドの全てのアウトブロックが復活し、一定時間の無敵時間が与えられる。
- RED JACKPOT / BLUE JACKPOT - ジャックポット。それぞれ蓄積されたジャックポット枚数分のメダルを獲得することができる。獲得後は、対応する色のチャンスポケットが閉鎖される。

また今回は、1回のFEVER GAMEでREDとBLUEのJACKPOTを1回ずつ獲得すると各JACKPOTが「SUPER JACKPOT」に変わり、変化後のFEVER GAMEで100WINを超えると閉鎖されたチャンスポケットが再び開放される。SUPER JACKPOTを獲得すると一定のWIN（大体の店舗は5000枚）を獲得することができる。SUPER JACKPOT獲得後もFEVER GAMEは続き、最大で2回獲得できる。つまり、1回のFEVER GAMEで最大4回のJACKPOT獲得が可能となった。SUPER JACKPOT2回獲得後はチャンスポケットが完全に閉鎖され、フィールド上だけでアウトになるまで配当を積み上げることになる。

### SUPER FEVER GAME
スロットやステップアップボーナスで「777」を獲得することで、SUPER FEVER GAMEに突入する。基本ルールは通常のFEVER GAMEと同様だが、発射される鉄球が3球になり、より多くのメダル獲得が期待できる。

## GRAND CROSS CHRONICLEとの連動
2011年4月26日に実施されたアップデートにより、同じコナミの大型メダルゲーム機「GRAND CROSS CHRONICLE」との相互連動が実装された。
ステップアップボーナス抽選時に「GRAND CROSS CHRONICLE」に当選すると、GRAND CROSS CHRONICLEのサテライトチャレンジ（カードまたはビンゴ）に1回無条件で挑戦できる権利を獲得できる。連動を希望しないプレイヤーはBALLを選択できる。
一方GRAND CROSS CHRONICLE側では、画面に「SPIN FEVER CHANCE」が現れた時にスロットが当選すると、配当と一緒に当ゲームのFEVER GAMEに1回無条件で挑戦できる権利を獲得できる。連動を希望しないプレイヤーはスゴロクゲームを選択できる。
サテライトチャレンジ（FEVER GAME）挑戦権は、権利を獲得した店舗でのみ利用可能。また、この連動要素は、続編の「夢幻のオーケストラ」でも実装されている。

## 備考
- 本作のナレーションおよびJACKPOT獲得時の一部の楽曲の歌唱は、それぞれ関根麻里が担当している（一部ナレーションについてはクリステル・チアリが担当）。また「FEVER GAME」終了直後やメダル獲得ランキングにランクインすると、本人直筆のサインが入った合計獲得枚数画面が現れる事がある。運良くこの画面が出現した時は、結果発表直後に関根麻里本人の声で「おめでとう！」と流れる。
- スーパージャックポットの演出はスピンフィーバー（初代）のスタッフロール演出と全く同じであるため、初代の稼働期間中にスタッフロールを見れなかった人向けの救済処置でもある。初代では2500枚以上のJPを獲得しない限りスタッフロールを見ることはできなかった。